# Фабріціо Полетті
Фабріціо Полетті (італ. Fabrizio Poletti, * 13 липня 1943, Бондено) — колишній італійський футболіст, захисник. По завершенні ігрової кар'єри — футбольний тренер.
Як гравець насамперед відомий виступами за клуб «Торіно», а також національну збірну Італії.
Дворазовий володар Кубка Італії.

## Клубна кар'єра
Вихованець футбольної школи клубу «Бонденезе».
У дорослому футболі дебютував 1961 року виступами за команду клубу «Асті», в якій провів один сезон, взявши участь у 24 матчах чемпіонату.
Своєю грою за цю команду привернув увагу представників тренерського штабу клубу «Торіно», до складу якого приєднався 1962 року. Відіграв за туринську команду наступні дев'ять сезонів своєї ігрової кар'єри. Більшість часу, проведеного у складі «Торіно», був основним гравцем захисту команди.
Протягом 1971—1974 років захищав кольори команди клубу «Кальярі».
Завершив професійну ігрову кар'єру у клубі «Сампдорія», за команду якого виступав протягом 1974—1975 років.

## Виступи за збірну
1965 року дебютував в офіційних матчах у складі національної збірної Італії. Протягом кар'єри у національній команді, яка тривала 6 років, провів у формі головної команди країни лише 6 матчів. У складі збірної був учасником чемпіонату світу 1970 року у Мексиці, де разом з командою здобув «срібло».

## Кар'єра тренера
Розпочав тренерську кар'єру невдовзі по завершенні кар'єри гравця, 1978 року, очоливши тренерський штаб клубу «Суццара». Досвід тренерської роботи обмежився цим клубом.

## Титули і досягнення
- Переможець Середземноморських ігор: 1963
- Володар Кубка Італії (2):

«Торіно»: 1967-68, 1970-71
- Віце-чемпіон світу: 1970